# КУД „Бранко Радичевић” Божевац
KУД „Бранко Радичевић” је културно-уметничко друштво основано, под данашњим називом, у другој половини 20. века у Божевцу, насељеном месту на територији општине Мало Црниће.

## Историјат
Први почеци аматерског рада били су почетком 20. века захваљујући јакој трговачкој чаршији и постојању угоститељских објеката од којих су три била са називом хотела и то Балкан, Кајмакчалан и Москва. Пошто су ресторани имали велике сале за госте у њима су постојале и бине које су користила соколска друштва за извођење културно-забавних програма. Ондашњи школарци су изводили позоришне представе, играли окретне игре, игре са двора, а фолклор се играо у ондашњем колу за време празника и недељом.
После Другог светског рата формира се фронтовска група која је имала драмску, музичку и фолклорну секцију која 1952. године на среском такмичењу у Смедереву освајила друго место у Србији. Исте године фронтовска фолклорна група као награду једобила право да наступа у градовима на мору, у Ријеци и Сплиту.

## КУД данас
Од тада па до данас увек је постојала нека група ентузијаста који су радили на културном плану. После завршетка зграде дома културе формира се КУД „Бранко Радичевић”. У свом раду Друштво је освојило и многа признања као што су 1967. и 1986. године општинска награда „14. октобар”, 1975. године друго место на фестивалу драмских аматера Србије ФЕДРАС и 2002. године на ФЕСЕЛ-у као најуспешније Културно Уметничко Друштво, захваљујући људима који су желели да сачувају део наше културне баштине. Сада у КУД-у најактивније раде фолклорна и музичка секција које у свом програму изводе поред народних, староградске и дворске игре.
Остварена су и многа гостовања по Војводини у Селенчи, Лаћарку, Новим Бановцима, као и на „Јоргован Фесту” на Мирочу. Млади Божевца својом активношћу и упорношћу домаћини су Фестивала „Kрени коло да кренемо”, настављајући са радом чувајући од заборава српску традицију.